# ブラントンコンパス

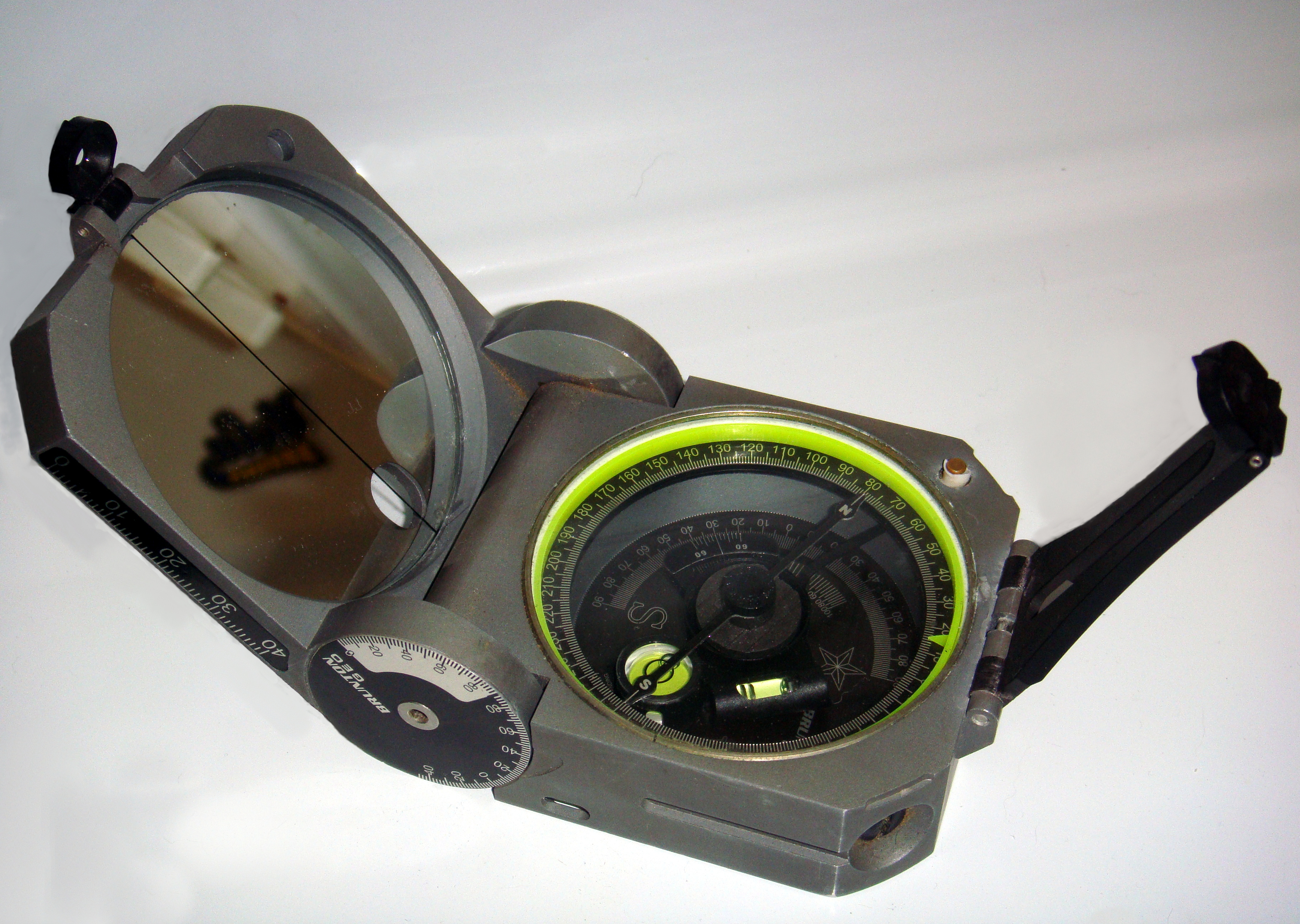
ブラントンコンパス

ブラントンコンパス（英語: Brunton compass）は、ブラントン社の製品で、クリノメーターの一種である。
なお、ブラントンコンパスは商品名であり、正式名称はPocket Transit Compassという。

## 構成
ブラントンコンパスは、方位磁針・水準器・傾斜器から構成されている。
水準器は方位の測定時に用いる丸形のものと、傾斜の測定時に用いる平形のものの2つがあり、後者は傾斜器にある。
走向や傾斜の高精度な測定が可能である。方位と傾斜の最小目盛は1度である。

## 利用
欧米で利用されている。また世界的にみると著名性が高い製品である。